# St. Bartholomäus (Vyšší Brod)

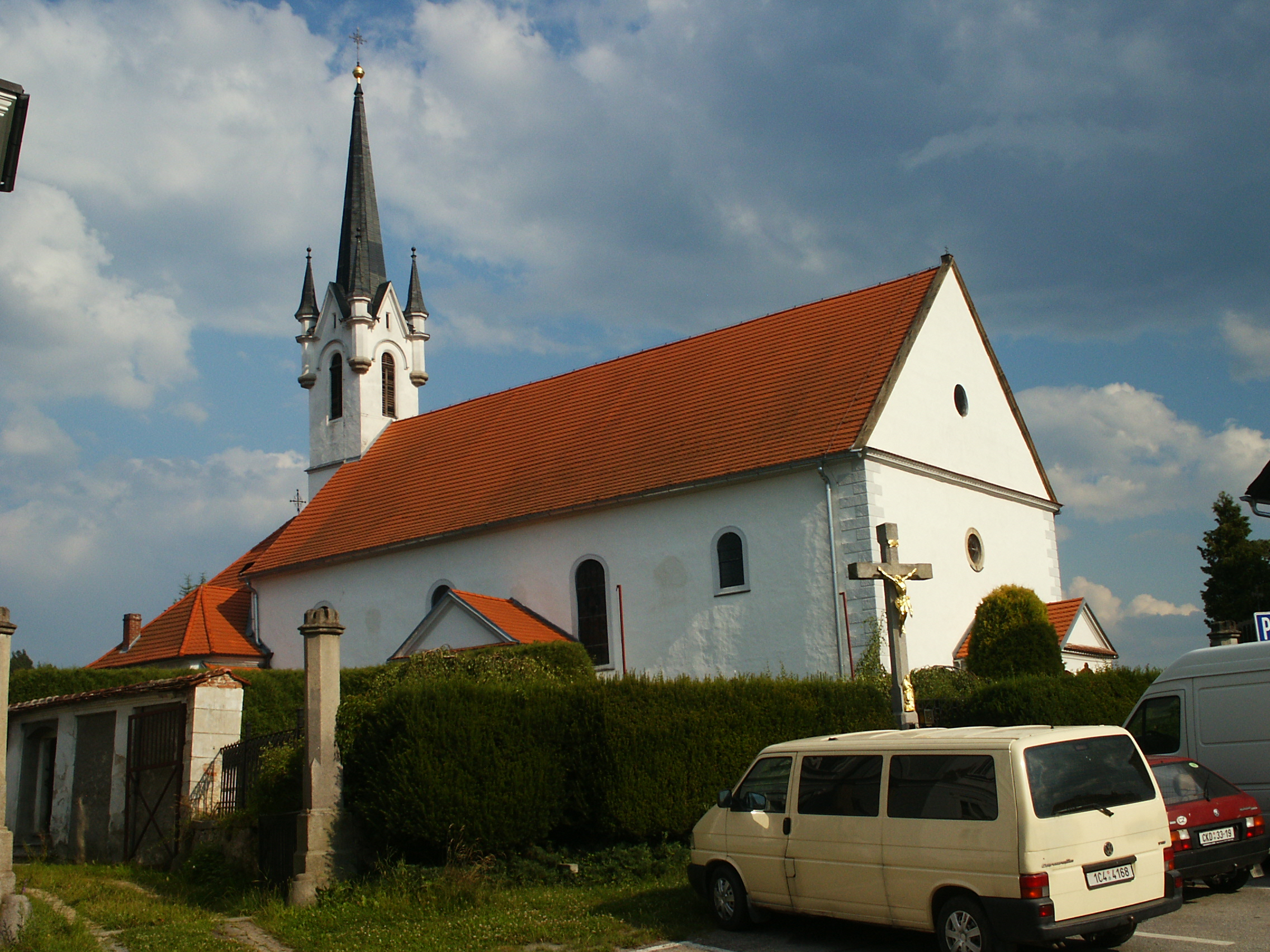
Pfarrkirche St. Bartholomäus Vyšší Brod / Hohenfurth

Die römisch-katholische Pfarrkirche St. Bartholomäus (tschechisch Kostel svatého Bartoloměje) steht in der Gemeinde Vyšší Brod (deutsch: Hohenfurth) in Tschechien. Sie gehört zum Bistum Budweis.

## Geschichte
Die Pfarrkirche Hohenfurth wurde vor 1259 erbaut und bestand damit bereits vor der Gründung des Klosters Hohenfurth. Nach anderen Quellen wurde die Kirche 1260 bis 1270 errichtet. 1422 wurde sie von den Hussiten zerstört und erst im 16. Jahrhundert wieder aufgebaut. Der Altarraum stammt noch aus der Zeit um 1260. 1643 wurde die Kirche umgebaut, 1715 die Sakristei angebaut und 1761 der barocke Altar errichtet. Das Altarbild des hl. Bartholomäus wurde im Jahr 1858 vom Maler Schrams geschaffen. 1864 wurde der heutige Kirchturm erbaut, die Fenster stammen aus 1904.
1747 brachten zwölf Pilger eine Statue aus der Wieskirche bei Steingaden in Oberbayern nach Hohenfurth, die seitdem von Wallfahrern verehrt wurde.
Am Friedhof neben der Kirche befinden sich einige deutsche und tschechische Grabinschriften, auch noch zweisprachige aus der Zeit nach 1945.